# Embalse de Jebba
El embalse de Jebba se encuentra en el río Níger, en el estado de Kwara, en Nigeria, cerca de Jebba, a 300 km de Lagos. Ocupa una superficie de 300 km² y tiene una longitud de 100 km.
Junto con el embalse de Kainji, que se encuentra en la cola del embalse de Jebba, a unos 100 km aguas arriba, y el embalse de Shiroro, en el río Kaduna, afluente del Níger por la izquierda, producen la mayor parte de la energía hidroeléctrica de Nigeria. El objetivo del proyecto conjunto de las tres presas es irrigar 1,6 millones de hectáreas, mejorar el transporte fluvial y proporcionar agua a las poblaciones del bajo Níger.

## La presa
La presa es un dique de tierra de 42 m de altura y 670 m de longitud, sobre un cojín de aluviones arenosos de 70 m, con cuatro presas auxiliares. El desembalse se compone de 6 compuertas de 12 m de anchura y 9,5 m de altura, que  conducen a las turbinas. Junto a ellas se halla una esclusa de 12,2 m de anchura y 200 m de longitud. El caudal medio en la presa es de 1454 m³/s.
En 2013, las turbinas no funcionaban al cien por cien debido al envejecimiento del equipo.

## Inundaciones
En septiembre de 1999, las lluvias torrenciales llevaron a las autoridades nigerianas a abrir las compuertas de los embalses de Kainji, Jebba y Shiroro,  provocando la destrucción de 60 pueblos, decenas de muertos y la destrucción de cien mil hectáreas de campos de mijo, arroz y trigo.
En agosto de 2012 se ordenó la evacuación de toda la población que había aguas abajo de la presa por el riesgo de desbordamiento. La causa estuvo en las fuertes lluvias en Camerún, que obligaron a abrir las compuertas del embalse de Lagdo, en el río Benue, el principal afluente del Níger. Finalmente, ese año murieron 363 personas y 2,1 millones fueron desplazadas por las inundaciones.